# Крайморски ранилист
Крайморският ранилист (Stachys maritima), понякога наричан също морски ранилист, е растение от семейство Устноцветни.
Обитава пясъчни плажове по Средиземноморието и Черноморието. Популациите му са малочислени.

## Описание
Достига височина 10 – 30 cm. Представлява многогодишно тревисто растение. Стеблото има къси стерилни клонки в основата. Листата са елиптични, заоблени на върха, като долните са с дръжки, а горните – приседнали. Присъцветните листа са по-дълги от цветните прешлени. Цветните прешлени имат 6 – 8 цвята, образуващи класовидно съцветие. Чашката е бяловлакнеста. Венчето е жълто, късовлакнесто. Орехчетата са дребни и тъмнокафяви. Размножава се със семена.